# Nkamis
Els nkamis són els membres d'un grup ètnic guang que viuen a la regió Oriental de Ghana. Hi ha entre 7.000 i 7.800 nkamis a Ghana. La seva llengua materna és el nkami. El seu codi ètnic és NAB59 i el seu ID és 20572. Els nkamis estan sota el poder de caps àkans.

## Situació geogràfica i pobles veïns
Els nkamis viuen a Amankwakrom, al districte d'Afram Plains de la regió Oriental de Ghana.
Segons el mapa lingüístic de Ghana de l'ethnologue, el territori Nkami està situat a l'oest del llac Volta. Aquest territori és compartit amb el territori dels àkans que envolten els nkamis per tot arreu excepte a l'oest, on hi ha el llac Volta. Els dangmes viuen al sud, no gaire lluny del territori nkami.

## Llengua
La llengua materna dels nkamis és el nkami. Els nkamis conviuen amb els àkans i parlen l'àkan.

## Religió
El 80% dels nkamis són cristians i el 20% creuen en religions africanes tradicionals. Segons el joshuaproject, l'11% dels nkamis cristians segueixen el moviment evangèlic.